# Успение Богородично (Каваклия)
„Успение Богородично“ (на гръцки: Ιερός Ναός Κοιμήσεως της Θεοτόκου) е православна църква в сярското село Каваклия (Левконас), Егейска Македония, Гърция, енорийски храм на Сярската и Нигритска епархия на Вселенската патриаршия.

## История
Църквата е гробищен храм, разположен в Долна Каваклия (Като Левконас). Изградена е в 1908 – 1912 година. До нея е построена в началото на XXI век нова голяма църква „Свети Василий“. Към енорията принадлежи и храмът „Света Параскева“.